# 亨里克·斯特赫利克
亨里克·斯特赫利克（德語：Henrik Stehlik，1980年12月29日—），德国男子体操运动员，专项为蹦床。他曾代表德国获得2004年夏季奥运会体操比赛男子个人蹦床铜牌。他也参加了2008年和2012年夏季奥运会。